# Sully megye
Sully megye az Amerikai Egyesült Államokban, azon belül Dél-Dakota államban található. Megyeszékhelye és legnagyobb városa Onida. Lakosainak száma 1446 fő (2020. április 1.). Sully megye Potter, Hughes, Hyde, Stanley és Dewey megyékkel határos.

## Népesség
A megye népességének változása:
| Lakosok száma | 1372 | 1374 | 1423 | 1437 | 1426 | 1446 |
|               | 2010 | 2011 | 2012 | 2013 | 2015 | 2020 |